# Money in the Bank 2017
Money in the Bank 2017 è stata l'ottava edizione dell'omonimo evento in pay-per-view prodotto annualmente dalla WWE. L'evento, esclusivo del roster di SmackDown, si è svolto il 18 giugno 2017 allo Scottrade Center di St. Louis (Missouri).
Questa edizione è principalmente ricordata per aver introdotto, per la prima volta nella storia della WWE, il Women's Money in the Bank ladder match con in palio un'opportunità titolata per lo SmackDown Women's Championship.

## Storyline
Il 21 maggio, a Backlash, Jinder Mahal ha sconfitto Randy Orton conquistando così il WWE Championship per la prima volta, grazie all'aiuto dei fratelli Singh (Samir Singh e Sunil Singh). Un rematch titolato tra i due è stato sancito anche per Money in the Bank.
Nella puntata di SmackDown del 23 maggio il Commissioner Shane McMahon ha annunciato che AJ Styles, Baron Corbin, Dolph Ziggler, lo United States Champion Kevin Owens, Sami Zayn e Shinsuke Nakamura si affronteranno nel Money in the Bank Ladder match per garantirsi un'opportunità titolata per il WWE Championship.
Il 21 maggio, a Backlash, Carmella, Natalya e Tamina hanno sconfitto Becky Lynch, Charlotte Flair e la WWE SmackDown Women's Champion Naomi. Nella puntata di SmackDown Live del 23 maggio Becky Lynch, Carmella, Charlotte Flair, Natalya e Tamina hanno preteso un match titolato contro Naomi per il WWE SmackDown Women's Championship e il Commissioner Shane McMahon ha annunciato un Fatal 5-Way Elimination match per determinare la contendente nº1 al titolo di Naomi nella successiva puntata di SmackDown Live del 30 maggio. Tuttavia, il 30 maggio, prima dell'inizio del match, tutte le cinque contendenti si sono attaccate a vicenda, portando Shane McMahon ad annunciare il primo Money in the Bank Ladder match femminile della storia, che garantirà una futura opportunità titolata per il WWE SmackDown Women's Championship.
Il New Day ha debuttato ufficialmente a SmackDown il 30 maggio, dove hanno avuto un confronto con i WWE SmackDown Tag Team Champions, gli Usos, annunciando loro che il General Manager Shane McMahon li ha inseriti in un match a Money in the Bank per i titoli di coppia.
Nella puntata di SmackDown del 6 giugno Lana ha fatto il suo debutto sfavorendo la WWE SmackDown Women's Champion Naomi durante il suo incontro assieme a Charlotte Flair e Becky Lynch contro Carmella, Natalya e Tamina. Successivamente Naomi ha chiesto e ottenuto un match contro Lana a Money in the Bank con in palio il WWE SmackDown Women's Championship.
Nella puntata di SmackDown del 13 giugno Zack Ryder è tornato da un infortunio e, insieme a Mojo Rawley, ha riformato gli Hype Bros; in seguito, il 16 giugno, è stato annunciato che gli Hype Bros affronteranno i Colóns nel kickoff di Money in the Bank.

## Risultati
| #       | Incontri                                                                                       | Stipulazioni                                              | Durata |
| ------- | ---------------------------------------------------------------------------------------------- | --------------------------------------------------------- | ------ |
| Kickoff | Gli Hype Bros hanno sconfitto i Colóns                                                         | Tag team match                                            | 08:30  |
| 1       | Carmella (con James Ellsworth) ha sconfitto Becky Lynch, Charlotte Flair, Natalya e Tamina     | Women's money in the bank ladder match                    | 13:20  |
| 2       | Il New Day (con Xavier Woods) ha sconfitto gli Usos (c) per count-out                          | Tag team match per il WWE SmackDown Tag Team Championship | 12:00  |
| 3       | Naomi (c) ha sconfitto Lana per sottomissione                                                  | Single match per il WWE SmackDown Women's Championship    | 07:30  |
| 4       | Jinder Mahal (c) (con i Singh Brothers) ha sconfitto Randy Orton                               | Single match per il WWE Championship                      | 20:50  |
| 5       | I Breezango hanno sconfitto gli Ascension                                                      | Tag team match                                            | 03:50  |
| 6       | Baron Corbin ha sconfitto AJ Styles, Dolph Ziggler, Kevin Owens, Sami Zayn e Shinsuke Nakamura | Money in the bank ladder match                            | 29:45  |